# Pleistermühlenbach
Der Pleistermühlenbach ist ein 1,69 km langer linksseitiger Zufluss der Werse in Münster/Westfalen, Der Bach durchfließt den Ortsteil St. Mauritz und mündet oberhalb der Pleistermühle in die Werse.